# Кромидово
Кромѝдово е село в Югозападна България. То се намира в община Петрич, област Благоевград.

## История
Селото се споменава за първи път в османски данъчен регистър от края на XV век под името Кромид с 40 християнски и 9 мюсюлмански домакинства. С името Кромидова и Куромидова се споменава в подобни докуметнти от 1611 – 1617 и 1623 – 1625 с 11 и съответно с 10 християнски семейства.
Църквата „Свети Георги“ е построена в 1860 година.
В „Етнография на вилаетите Адрианопол, Монастир и Салоника“, издадена в Константинопол в 1878 година и отразяваща статистиката на населението от 1873 година, Кромидово (Kromidovo) е посочено като село с 27 домакинства и 25 жители мюсюлмани и 50 българи.
В 1891 година Георги Стрезов пише за селото:
| „ | Кромидово, на север от Демир Хисар 7 часа. Разположено при двата бряга на Мелничката река. Почвата твърде плодородна. Има и много градини със зеленчук, който се разпродава в Мелник. Гръцка църква. 20 къщи турски, 30 български. | “ |

Според статистиката на секретаря на Българската екзархия Димитър Мишев (La Macédoine et sa Population Chrétienne) в 1905 година християнското население на Кромидово (Kromidovo) се състои от 112 българи екзархисти.
При избухването на Балканската война един човек от Кромидово е доброволец в Македоно-одринското опълчение. През 1913 година по време на Междусъюзническата война селото е завзето и опожарено от гръцката армия.
През Първата световна война в селото е разположен щабът на Седма пехотна рилска дивизия и от него през 1916 година е построена чешма паметник в центъра на селото.

## Население

### Етнически състав
Преброяване на населението през 2011 г.
Численост и дял на етническите групи според преброяването на населението през 2011 г.:
|                     | Численост |
| Общо                | 150       |
| Българи             | 143       |
| Турци               | 0         |
| Цигани              | 0         |
| Други               | 5         |
| Не се самоопределят | -         |
| Неотговорили        | 0         |

## Личности
Родени в Кромидово
- Крум Василчев (р. 1937), български комунистически деец, спортен деец и председател на БФС

Починали в Кромидово
- Ставре Христов (1897 – 1928), български революционер от ВМРО
- Лазар Маджиров, български революционер от ВМРО.[10]

Свързани с Кромидово
- Илия Манолов (р. 1929), български етномузиколог, професор